# 导墅镇
导墅镇，是中华人民共和国江苏省鎮江市丹阳市下辖的一个乡镇级行政单位。

## 行政区划
导墅镇下辖以下地区：
里庄社区、东新村、东河村、里庄村、白马村、镇东村、葩桥村、小华村、大华村、后庄村、下琴村和导墅村。